# 慶應義塾大学大学院法務研究科

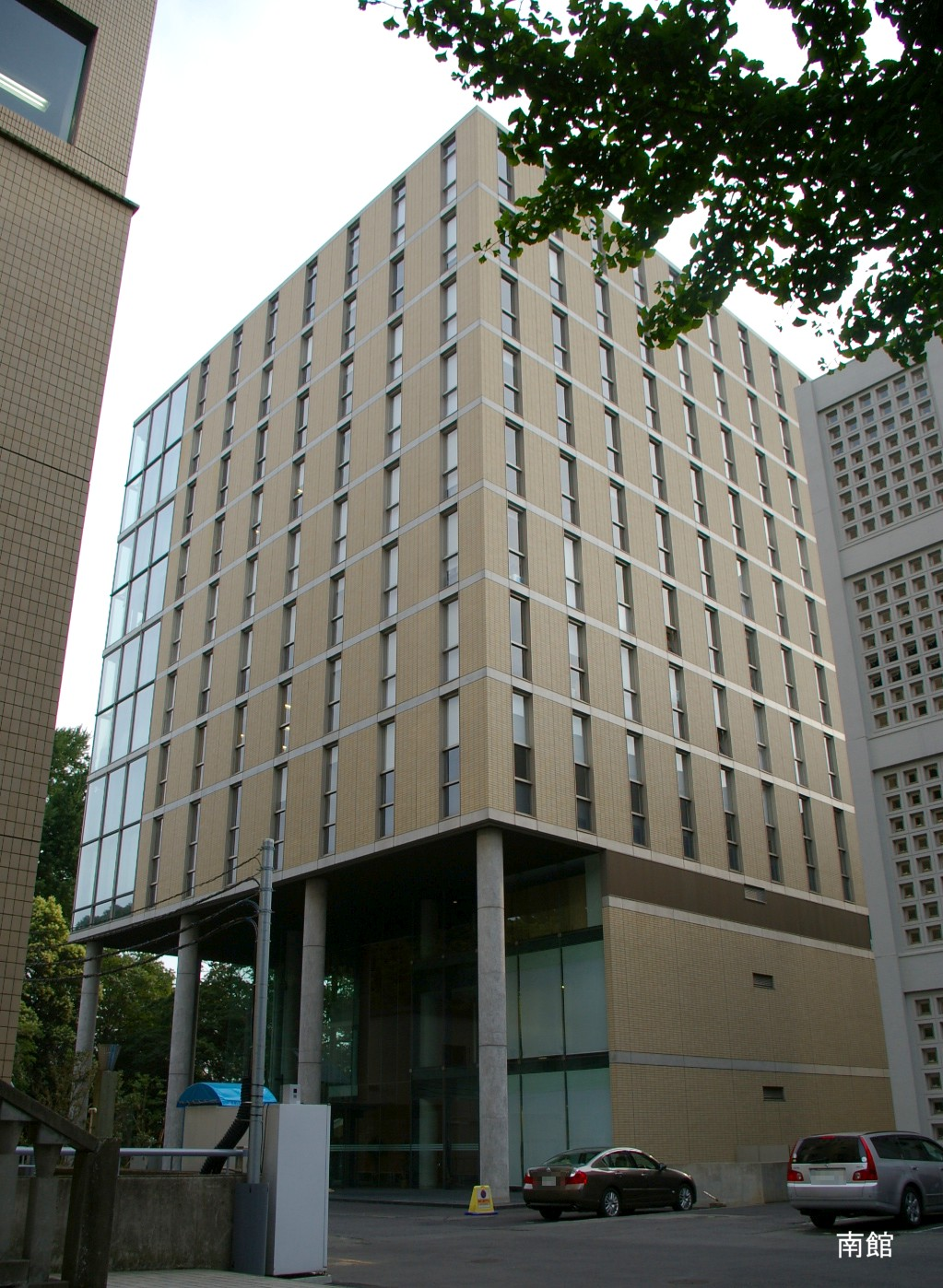
三田キャンパス南館
（法科大学院棟）

慶應義塾大学大学院法務研究科（けいおうぎじゅくだいがく だいがくいんほうむけんきゅうか）とは、慶應義塾大学三田キャンパスに設置されている法科大学院。

## 概説
慶應義塾大学は、2004年に法科大学院として大学院法務研究科を開設した。以来、2007年度新司法試験漏洩問題などの問題はあったものの、高い法曹養成実績を誇り、2017年には私学の中央大学、早稲田大学、国立の東京大学、京都大学、一橋大学、神戸大学とともに、トップスクール7校からなる先導的法科大学院懇談会 (LL7) を結成し、初代幹事校としてコンソーシアムの中核的役割を果たした。2017年4月にグローバル法務専攻（LL.M. Program in Global Legal Practice）を開設した。

## 専攻
- 法曹養成専攻[6][7]
  - 法学未修者コース（1学年約50名）[6]
  - 法学既修者コース（1学年約170名）[6]
- グローバル法務専攻[8]（1学年約30名）

## 研究所
- グローバル法研究所[9]

## 著名な出身者
- 板倉陽一郎 - 弁護士、元消費者庁個人情報保護推進室政策企画専門官
- 楊井人文 - 弁護士、日本報道検証機構代表理事、元産業経済新聞社記者
- 伊藤たける - 弁護士、真剣10代しゃべり場16期レギュラー
- 佐藤みのり - 弁護士、慶應義塾大学助教
- 坂井英隆 - 弁護士、佐賀県佐賀市市長、元国土交通官僚
- 工藤北斗 - アガルートアカデミー代表取締役、元東京リーガルマインド専任講師